# De mi rancho a tu cocina
De mi rancho a tu cocina es un canal mexicano de recetas de YouTube creado por Doña Ángela, originaria del municipio Ario de Rosales, Michoacán, México, lugar desde donde se transmite.
El canal está dedicado a compartir recetas de la gastronomía mexicana (especialmente de Michoacán), información sobre instrumentos de la cocina (como las cazuelas de barro) y videos sobre los procesos mediante los cuales se obtienen algunos ingredientes.
En octubre del año 2019, este canal recibió el Botón de Oro de Youtube, el cual es otorgado a cuentas con más de un millón de suscriptores y en junio del año 2020, la revista Forbes México incluyó a la creadora en su listado de las "100 mujeres más poderosas de México". El canal ha sido reseñado en periódicos nacionales (de México) e internacionales y las recetas han sido subtituladas a otros idiomas por la comunidad que la sigue.

## Historia
El primer video en este canal fue publicado el 20 de agosto de 2019, con una receta para preparar huitlacoche. En octubre de ese mismo año su receta de "corundas" michoacanas alcanzó el puesto 9 en las tendencias de contenido. A dos meses de haber empezado su canal la plataforma le otorgó el botón de plata por haber alcanzado los 100 mil suscriptores.
En diciembre de 2019 el canal llegó a los 2 millones de suscriptores. En julio de 2020 llegó sumó un millón más de suscriptores, llegando así a los 3 millones.

## Recepción crítica
El canal ha sido mencionado en una tesis colombiana que analiza la nueva ola de "Youtubers Campesinos", entre los que se encuentran Nancy Risol, un youtuber campesino de Boyacá;  la estrategia de los campesinos de los Montes de María para vender 4.000 hectáreas de ñame usando YouTube; y la iniciativa del Centro de Estudios Territorio y Ciudad quienes crearon el canal "PAZororidad".
Por otro lado, el canal se ha mencionado en: un capítulo de libro de la editorial Tirant lo Blanch, en el que analizan las iniciativas de dinamización en Red en el sector de las Artes y Patrimonio en Latinoamérica, mencionan a Doña Ángela y su canal “De mi Rancho a Tu Cocina” como un ejemplo innovador de salvaguarda de la cultura; un artículo que cataloga los tipos de contenidos educacionales que 149 estudiantes de una universidad pública del centro de México consumen, en una tesis de maestría de la Universidad Lamar (Estados Unidos), en la que las recetas y videos de "De mi rancho a tu cocina" se usan como estrategia para enseñar castellano;y en otra tesis de maestría de la Universidad de Lund (Suecia) en la que se cita como un ejemplo de las nuevas prácticas para reconectar con las raíces culturales cuando se está lejos del país de origen. Este último punto es un aspecto compartido por los usuarios suscritos al canal, quienes, como ha hecho notar la prensa, encuentran un valor nostálgico en las formas tradicionales de la gastronomía que el canal comparte.
En junio de 2020 la revista Forbes México la eligió como una "100 mujeres más poderosas de México", no por la riqueza económica de Doña Ángela, sino por el impacto social que ha logrado con su canal de YouTube, y por el realce que ha logrado de la gastronomía mexicana.